# All Tomorrow's Parties (festival)
 (janvier 2024).
Pour les articles homonymes, voir All Tomorrow's Parties.
All Tomorrow's Parties est un festival de musique se déroulant à Camber et Somerset en Angleterre.

## Histoire
Nommé d'après une chanson du Velvet Underground, il fut fondé en 1999 par Barry Hogan dans l'idée de constituer une alternative à des festivals plus institutionnels comme Reading ou Glastonbury ; sa programmation est orientée vers l'avant-garde, le post-rock et le hip-hop underground.
Les origines du festival remontent au Bowlie Weekender, événement supervisé par le groupe Belle and Sebastian tenu à Camber en avril 1999. Son principe est que des artistes, généralement des musiciens mais également des artistes visuels comme Matt Groening ou Jake et Dinos Chapman, parrainent le festival en invitant leurs interprètes favoris à y participer. Steve Albini a déclaré à propos du festival : « Il y a trois choses au monde que je défends : Abbey Road, les biscuits Nutter Butter, et All Tomorrow's Parties ».
En 2002, le festival s'est étendu aux États-Unis, et différents événements liés s'y sont depuis déroulés. Plus récemment, l'organisation ATP a également participé à la programmation du Pitchfork Music Festival de Chicago et au Primavera Sound Festival de Barcelone. En 2008 a eu la première édition de All Tomorrow's Parties sur la côte Est des États-Unis, au club Kutshers Country de New York, et a rencontré un franc succès. En septembre 2008, le festival a annoncé son extension en Australie pour janvier 2009.
Le festival a également un label discographique associé, ATP Recordings.